# Сухі вічнозелені ліси Шрі-Ланки
Сухі вічнозелені ліси Шрі-Ланки (ідентифікатор WWF: IM0201) — індомалайський екорегіон тропічних та субтропічних сухих широколистяних лісів, розташований на Шрі-Ланці.

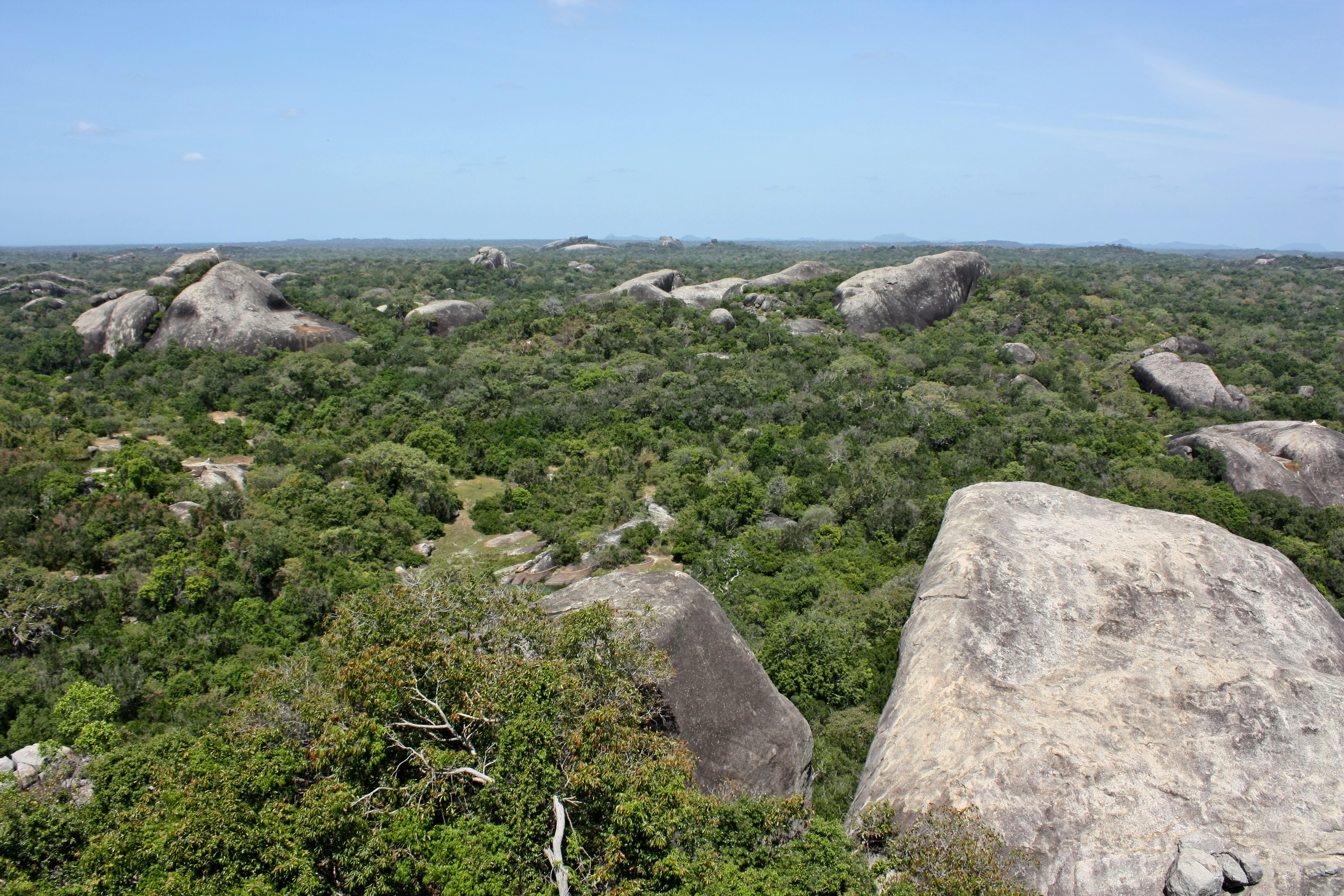
Ліс в Національному парку Національний парк Кумана

## Географія
Екорегіон сухих вічнозелених лісів Шрі-Ланки охоплює приблизно 75 % території острова Шрі-Ланка, за винятком південного заходу острова, де поширені рівнинні дощові ліси Шрі-Ланки, Центрального нагір'я, де поширені гірські дощові ліси Шрі-Ланки, та півострова Джафна на півночі острова, який входить до екорегіону колючих чагарників та лісів Декану. Рельєф регіону переважно рівнинний, однак подекуди в регіоні трапляються невисокі пагорби та інзельберги, найвищим з яких є Рітігала висотою 766 м, розташований на північ від Центрального нагір'я. З геологічної точки зору Шрі-Ланка пов'язана з Деканським плато, яке відокремилося від Гондвани під час пізнього юрського періоду, приблизно 150 мільйонів років тому, і дрейфувало на північ, поки не зіштовхнулося з Євразією приблизно 50 мільйонів років тому. Шрі-Ланка вперше відокремилася від Деканського плато під час пізнього міоцену. З того часу Шрі-Ланка кілька разів сполучалася з континентом сухопутними мостами, які уможливлювали обмін видами між сухими лісами острова та Індії. Остаточно Шрі-Ланка відкремилася від Індії у плейстоцені, приблизно 12 000 років тому.

## Клімат
В межах екорегіону переважає саванний клімат (Aw за класифікацією кліматів Кеппена). Середньорічна кількість опадів коливається від 1500 до 2000 мм, більшість з яких випадає під час північно-східного мусону, який дме з грудня по березень. Протягом решти року опадів випадає мало.

## Флора
Основними рослинними угрупованнями екорегіону є сухі тропічні ліси. На відміну від інших сухих лісів, більшість дерев в лісах екорегіону зберігають листя протягом тривалого сухого сезону. Лише два інші екорегіони демонструють подібну фенологію: сухі вічнозелені ліси Східного Декану та сухі вічнозелені ліси Південно-Східного Індокитаю. Окрім сухих тропічних лісів, в екорегіоні також зустрічаються ділянки луків та саван. Ці ландшафти підтримують великі популяції травоїдних тварин, особливо під час сухого сезону.
У мішаних сухих вічнозелених лісах регіону переважають шеститичинкові манілкари (Manilkara hexandra), цейлонські сатинові дерева (Chloroxylon swietenia) та живоплітні дріпетеси (Drypetes sepiaria). Також в них зустрічається ебенова хурма (Diospyros ebenum), слонове яблуко (Limonia acidissima), павичеве дерево (Vitex altissima), індійська чуркасія (Chukrasia tabularis) та різні види сизигіумів (Syzygium spp.). У перестійних лісах крони дерев розташовані на висоті 13-20 м над землею. Серед дерев і чагарників, характерних для вторинних лісів регіону, слід відзначити червону баугінію (Bauhinia racemosa), корколисту баюру (Pterospermum suberifolium), золотий дощ (Cassia fistula) та дзвоникову мімозу (Dichrostachys cinerea). На порушених ділянках ростуть колючі акацієві зарості.
На східних і південно-східних схилах Центрального нагір'я Шрі-Ланки поширені передгірські савани, відомі як талава. Серед дерев, поширених в саванах талава, слід відзначити терміналію чебула (Terminalia chebula), дерево бахеда (Terminalia bellirica), сумчастий птерокарпус (Pterocarpus marsupium), малабарське лакове дерево (Butea monosperma), цейлонський дуб (Careya arborea) та широколистий аногейсус (Anogeissus latifolia), а серед чагарників — амлу (Phyllanthus emblica) та різні види зизифусів (Ziziphus spp.). Серед високих багаторічних трав, поширених в саванах, слід візначити нардовий цимбопогон (Cymbopogon nardus) та циліндричну імперату (Imperata cylindrica).
У заплавах річок на північному сході Шрі-Ланки поширені луки, відомі як віллу. Серед трав, що ростуть на цих луках, слід відзначити різні види цимбопогонів (Cymbopogon spp.), гусятників (Eragrostis spp.), темеди (Themeda spp.) та імперати (Imperata spp.). 
Рітігала, ізьольована гора, розташована в центральній Шрі-Ланці, є важливим центром ендемізму в екорегіоні. Серед ендемічних рослин, що ростуть на схилах цієї гори, слід відзначити різновид мадуки Madhuca clavata.

## Фауна
В межах екорегіону зустрічається близько 74 видів ссавців. Серед великих ссавців, поширених в екорегіоні, слід відзначити ланкійського леопарда (Panthera pardus kotiya) та ланкійського ведмедя-губача (Melursus ursinus inornatus). Також в регіоні мешкає значна популяція цейлонських слонів (Elephas maximus maximus), одна з найбільших популяцій слонів в Азії, яка нараховує від 2500 до 4000 особин. Серед травоїдних ссавців, поширених в регіоні, слід відзначити дику свиню (Sus scrofa), індійського замбара (Rusa unicolor), аксіса (Axis axis), індійського мунтжака (Muntiacus muntjak), майже ендемічного білоплямистого оленька (Moschiola meminna) та індійського зайця (Lepus nigricollis), серед мавп — сірого стрункого лорі (Loris lydekkerianus), цейлонського макаку (Macaca sinica), чубатого лангура (Semnopithecus priam) та майже ендемічного пурпуроволобого лангура (Semnopithecus vetulus), а серед хижаків — звичайного шакала (Canis aureus), очеретяного кота (Felis chaus), плямисто-рудого кота (Prionailurus rubiginosus), кота-рибалку (Prionailurus viverrinus), сіру індійську мангусту (Urva edwardsii), буру індійську мангусту (Urva fusca), руду мангусту (Urva smithii), смугастошию мангусту (Urva vitticolla), річкову видру (Lutra lutra), азійського мусанга (Paradoxurus hermaphroditus) та малу цивету (Viverricula indica). Серед інших ссавців, поширених в екорегіоні, слід відзначити майже ендемічних золотистих мусангів (Paradoxurus zeylonensis) та цейлонських колючих мишей (Mus fernandoni).
В межах екорегіону зустрічається близько 270 видів птахів. Серед майже ендемічних птахів, поширених в екорегіоні, слід відзначити цейлонську курку (Gallus lafayettii), цейлонську куріпку-шпоронога (Galloperdix bicalcarata), вінаго-помпадура (Treron pompadora), цейлонського токо (Ocyceros gingalensis), зеленошийого папугу (Psittacula calthrapae), цейлонського кориліса (Loriculus beryllinus), багрянокрилого дзьобака (Chrysocolaptes stricklandi), кармінового дзьобака (Dinopium psarodes), жовтолобого бородастика (Psilopogon flavifrons), малабарського бородастика (Psilopogon rubricapillus), білогруду малкогу (Phaenicophaeus pyrrhocephalus), цейлонського сичика-горобця (Glaucidium castanotum), цейлонського ванговця (Tephrodornis affinis), цейлонську ластівку (Cecropis hyperythra), острівного бюльбюля (Rubigula melanicterus), цейлонського квічаля (Geokichla spiloptera), буроголового баблера (Pellorneum fuscocapillus) та цейлонську тимелію-криводзьоба (Pomatorhinus melanurus).
На берегах річок і естуаріїв екорегіону, а також у давніх іригаційних каналах зустрічаються гребінчасті крокодили (Crocodylus porosus) та болотяні крокодили (Crocodylus palustris). Також в екорегіоні зустрічаються смугасті варани (Varanus salvator) та бенгальські варани (Varanus bengalensis).

## Збереження
Оцінка 2017 року показала, що 17 736 км², або 37 % екорегіону, є заповідними територіями. Природоохоронні території включають:
- Національний парк Ангаммеділья[en] (75,3 км²)
- Національний парк Бундала (62,16 км²)
- Заплавний національний парк[en] (173,5 км²)
- Національний парк Гал-Оя (259 км²)
- Національний парк Хоровпатана[en] (25.7 км²)
- Національний парк Каудулла[en] (69 км²)
- Національний парк Кумана[en] (181,5 км²)
- Національний парк Лахугала-Кітулана[en] (15,5 км²)
- Національний парк Лунугамвехера[en] (235 км²)
- Національний парк дороги Мадху[en] (163,7 км²)
- Національний парк Мадуру-Оя[en] (588,5 км²)
- Національний парк Міннерія (88,9 км²)
- Національний парк Голубиного острова[en] (4,7 км²)
- Природний заповідник Рітігала[en] (15,3 км²)
- Національний парк Сомаватія[en] (376,5 км²)
- Національний парк Удавалаве (308,2 км²)
- Національний парк Уссангода[en] (3,5 км²)
- Національний парк Васгамува[en] (370,6 км²)
- Національний парк Вілпатту (1316,6 км²)
- Національний парк Яла (978,8 км²)